# Non si scherza con l'amore (opera teatrale)
Non si scherza con l'amore è un'opera teatrale in tre atti di Alfred de Musset, pubblicata nel 1834 nella Revue des deux Mondes e rappresentata il 18 novembre 1861 alla Comédie- Française.
Musset scrive quest'opera in prosa, dopo una bozza in versi, all'età di 24 anni, scegliendo il genere chiamato in francese " proverbe", genere drammatico mondano e minore basato su un leggero intrigo sentimentale; ma, nell'ultimo atto si avvicina al dramma romantico per la presenza del fallimento e della morte.

## Storia del testo
Nel marzo 1834, Musset lascia Venezia dopo la rottura con George Sand che lo abbandona partendo con il medico Pagello. Comincia così una corrispondenza amichevole " più rovente dell'amore"  tra i due amanti separati, dove Musset la informa di voler scrivere la loro storia, "di costruire un altare, seppure con le sue ossa"   che sarà poi il futuro romanzo La Confessione di un figlio del secolo. Ma François Buloz, il direttore della Revue des deux Mondes, gli ordina di scrivere il continuo di Uno spettacolo in poltrona, lasciando il poeta disilluso, non sapendo neanche come " poter fare una commedia triste"  . Perciò, comincia la stesura di Non si scherza con l'amore senza entusiasmo, finendo due mesi più tardi, per poi tornare al progetto del suo romanzo.
La relazione passionale che ha avuto con George Sand ha contribuito in gran parte alla stesura dell'opera, infatti la scena 5 del secondo atto riprende dei passaggi delle lettere scritte da George Sand durante il loro conflitto amoroso ( " Tutti gli uomini sono bugiardi, incostanti.. ")
Musset sceglie di iniziare la scrittura dopo il fallimento della messa in scena di La notte veneziana nel 1830: il testo è pubblicato nella Revue des deux Mondes nel 1834 e in libro nel 1840. La prima messa in scena di Non si scherza con l'amore avviene nel 1861 ( dopo la morte dell'autore nel 1857), ma bisognerà aspettare il 1923 per la versione originale completa.

## Sinossi
L'opera è ambientata nel castello del barone, i personaggi principali sono Camille, sua nipote, una giovane ragazza di 18 anni appena uscita dal convento, e suo cugino di 21 anni, Perdican, che ha appena conseguito il dottorato. I due giovani si ritrovano dopo 10 anni di separazione in questo castello, a cui sono molto affezionati, dove sono cresciuti, dove hanno giocato, e dove si sono innamorati. Il barone ha in progetto il matrimonio tra i due.
Perdican e Camille si amano da sempre, ma quest' ultima, educata molto severamente nel convento da sorelle vittime di amori sfortunati, ha imparato a non fidarsi degli uomini. Decide quindi di tornare in convento e di consacrare la sua vita a Dio.
Camille, nonostante tutto, continua a nascondere l'amore per Perdican per puro orgoglio. Invia una lettera a Louise, una religiosa del suo convento che l'aveva condizionata fortemente con gli esempi dei suoi malori per dissuaderla dal lasciare il convento, l'unico luogo sicuro; in questa lettera Camille le spiega che ha fatto di tutto per farsi odiare da Perdican, il quale è disperato per il rifiuto di matrimonio.
Durante una lite tra Dame Pluche e Maître Blazius, Perdican si imbatte in questa lettera. Toccato nel profondo, si lascia dominare dall'orgoglio e dalla presunzione e decide di dimostrare a Camille che ha torto seducendo Rosette, una giovane contadina, sorella adottiva di Camille, sperando così di renderla gelosa, dandole appuntamento in modo che Camille assistesse alla scena.
Ma Camille scopre da Dame Pluche che Perdican aveva letto la sua lettera e comprendeva il suo comportamento. Per vendicarsi, dichiara a Rosette che Perdican la sta prendendo in giro. Rosette si accorge dell'equivoco e perde conoscenza. Camille e Perdican confessano il loro amore nell'ultima scena, ma Rosette, che li osservava di nascosto, non sopporta questa disillusione e muore di emozione: " È morta. Addio, Perdican. " , conclude Camille.

### Libertà Formale
L'opera appare come un " Proverbe" francese che tende verso il dramma romantico ma si distingue da quest' ultimo per la mancanza di situazioni storicamente collocate e di eroicità dei personaggi che rimangono persone comuni e rientrano piuttosto nell'arte romanzesca.
Vi è infatti una suddivisione formale in atti e in scene ma sono spesso dei quadri con una moltiplicazione di luoghi: molti luoghi all'interno del castello (sala da ballo- salone- camera di Camille) ma anche la piazza davanti al castello, luogo di contatto sociali, e la natura (campagne- boschi-ovili, oratorio: luogo di intimità e drammi durante l'ultimo confronto). La varietà formale viene mostrata anche attraverso i tipi di conversazione che vanno da una vivacità estrema (inizio III, 2), alla ramanzina (I,1, II,5 o II,8) e al monologo (Perdican in III,1 e come parodia Bridaine in II,1).
Questo gioco di linguaggio va di pari passo con il gioco del teatro, che sia attraverso lo scambio di lettere, o testimoni nascosti, o con la parodia di un coro antico o il fatto di rendere lo spettatore un complice di diverse manipolazioni.
La combinazione dei personaggi (figure di "fantocci" e personalità più profonde) contribuisce alla frammentazione del genere teatrale in quanto, a questa varietà di personaggi, corrisponde una varietà di toni che spaziano dal divertente e propri del burlesque al tragico e patetico, con una progressiva scomparsa del comico.

### Tematiche
Si possono trovare dei temi secondari come la problematica sociale, attraverso la caricatura del barone sopraffatto dalla situazione, proprio come Blazius, Bridaine e Dame Pluche che hanno fallito nella loro ambizione educativa: si tratta, evidentemente, della generazione di anziani che non capiscono gli impulsi dei giovani. Inoltre, il problema della violenza sociale è illustrata da Rosette, la contadina derisa da Camille e manipolata da Perdican, che approfitta della sua condizione di padrone e la porterà alla sua rovina.
Un tema che completa il precedente opponendovisi, senza essere poi realmente approfondito da Musset, è quello della natura, che Rosette associa all'innocenza mentre Perdican collega alla bontà perduta dell'infanzia.
Un punto più approfondito è il tema dell'anticlericalismo, in quanto Musset denuncia il modo di vivere degli uomini di Chiesa ma soprattutto la sgradevole educazione religiosa delle giovani ragazze, private della fortuna dell'amore. La critica si presenta attraverso lo scherno dei religiosi ingordi e accusatori ma soprattutto con la denuncia della perversione della devozione che porta all'odio tra gli uomini piuttosto che all'amore per Dio; questa perversione viene evocata dalla figura di Louise da Camille. Il personaggio arido e scontroso di Dame Pluce è un'altra illustrazione del fallimento della scelta religiosa, aldilà dell'educazione delle giovani ragazze.
I temi principali di quest' opera superano queste connotazioni d'epoca raggiungendo delle problematiche universali con una colorazione romantica particolare: temi come l'amore e la tragicità della vita. Musset, in primo luogo, mette in scena seguendo Marivaux il libertinaggio e l'avventura amorosa, prodotti dell'incostanza maschile (Perdican è simpatico ma anche immaturo e crudele, specialmente con Rosette) ma anche della civetteria femminile (Camille è " lunatica", provoca Perdican, mente e crea delle trappole). Ma quello che contrassegna l'opera è l'inno all'amore. Questa grande importanza dell'amore è sottolineata magistralmente nella 5ª scena del II atto quando si scontrano in Camille, la quale ha paura di soffrire, il desiderio di un amore grande e assoluto e l'accettazione della sofferenza causata dall'amore di Perdican, il quale vede nell'amore l'unico senso della vita. Il caso è chiuso: la morte trionfa, reale per Rosette e simbolica per Camille e Perdican nel loro addio finale.
Musset mette così in scena il meccanismo fatale dell'orgoglio: il desiderio di dominare l'altro e l'incoerenza dei personaggi che giocano con le parole e le situazioni portano tragicamente al fallimento e alla morte. La follia degli uomini li conduce a rendere impossibile la riuscita dell'amore: senza rendersene conto, come dei bambini, sono loro stessi a crearsi quel triste destino.

### Analisi
L'opera, scritta per essere letta, presenta una libertà formale che la rende delicata: contemporaneamente sia commedia che dramma, Non si scherza con l'amore occupa un posto importante nel teatro dell'epoca grazie alle scene e ai personaggi ordinari che evocano il mondo dei romanzi. I personaggi principali non sono degli eroi, infatti, a parte i punti in comune con la relazione tra Alfred de Musset e George Sand, vengono apprezzati dagli spettatori per la facilità di identificazione che propongono, e questo vale per ogni epoca. Infine, l'esaltazione dell'amore mescolato alla percezione della tragicità della vita inserisce l'opera tra le più significative del romanticismo.

## Rappresentazioni
- 1959 : Jean Vilar al TNP, Palais de Chaillot (Paris)
- 1977 : Simon Eine alla Comédie Française (Paris)[5]
- 1993 : Jean-Pierre Vincent al Théâtre Nanterre-Amandiers (Nanterre)
- 2003 : Ladislas Chollat al Théâtre Le Ranelagh (Paris)
- 2007 : Philippe Faure al Théâtre de la Croix-Rousse (Lyon)
- 2009 : Boris Van Overtveldt al Théâtre des Artisans (Paris)
- 2009 : Michel Bouttier al Théâtre Espace Marais (Paris)
- 2011 : Yves Beaunesne al Théâtre du Vieux-Colombier (Paris)
- 2015 : al théâtre Denise-Pelletier (Montréal)
- 2016 : Yann Lefeivre al Trident (Cherbourg-en-Cotentin)

## Adattamento cinematografico
L'opera è stata presentata sul grande schermo all'epoca del muto da Georges Méliès nel 1908 in Non si scherza con l'amore, nel 1924 con lo stesso titolo da Gaston Raval e Tony Lekain e nel 1926 da Georg Wilhelm Pabst specialmente con Werner Krauss e Lili Damita con il titolo Man spielt nicht mit der Liebe. Quest' ultimo film è oggi considerato perduto.
Jean Desailly ha realizzato la sua versione nel 1955: Non si scherza con l'amore.

## Musica
Musique de scène di Camille Saint- Saëns creata l'8 febbraio 1917 al teatro di l'Odéon a Parigi.